# Gašper Švab (kolesar)
Gašper Švab, slovenski kolesar, * 18. julij 1986, Kranj.
Švab je nekdanji profesionalni kolesar, ki je svojo celotno kariero, med letoma 2005 in 2012, tekmoval za ekipo Sava. V letih 2007 in 2008 je postal slovenski državni prvak v cestni dirki do 23 let. Leta 2009 je zmagal na Veliki nagradi Kranja, leta 2010 pa je bil drugi na Memorialu Nevio Valčić. Leta 2007 je bil drugi v razvrstitvi za gorske cilje na Dirki po Sloveniji, leta 2009 pa peti v skupni razvrstitvi.